# Omphalodes littoralis
Espèce
Synonymes
- Iberodes littoralis (Lehm.) M.Serrano, R.Carbajal & S.Ortiz (préféré par NCBI)[2]
- Picotia littoralis (Lehm.) Roem. & Schult.[1]

Statut de conservation UICN

 LC  : Préoccupation mineure
Omphalodes littoralis, la Cynoglosse des dunes, Bourrache des dunes ou Bourrache du littoral, est une  espèce de plantes herbacée de la famille des Boraginacées.
La Cynoglosse des dunes est une plante psammophyte, c'est-à-dire adaptée aux milieux sableux ou dunaires.

## Liste des sous-espèces
Selon BioLib (28 avril 2022) :
- Iberodes littoralis subsp. gallaecica (M. Laínz) M. Serrano, R. Carbajal & S. Ortiz